# Játékok
Jeux
 (février 2024).
Si vous disposez d'ouvrages ou d'articles de référence ou si vous connaissez des sites web de qualité traitant du thème abordé ici, merci de compléter l'article en donnant les références utiles à sa vérifiabilité et en les liant à la section « Notes et références ».
Játékok (Hongrois: Jeux ) est une collection en création de "pièces pédagogiques de performance" de György Kurtág . Il les écrit depuis 1973. Neuf volumes ont été publiés en 2017 (par Editio Musica Budapest). Les volumes I, II, III, V, VI, VII et IX sont pour piano solo . Les volumes IV et VIII sont pour piano à 4 mains ou deux pianos . 
Le volume I a été essentiellement achevé en 1973 mais n'a été publié qu'en 1979, date à laquelle les volumes II, III et IV avaient également été composés. Les volumes V et VI ont été publiés en 1997, le volume VII en 2003, le volume VIII en 2010 et le volume IX en 2017. 
Plusieurs pièces de la collection ont commencé à être régulièrement jouées, y compris un Prélude et Chorale, une antienne en fa dièse et un autre appelé 3 in memoriam.

## Concept
Kurtág a commencé la composition de Játékok pour essayer de retrouver quelque chose de l'esprit d'un jeu d'enfant.  Il a commencé par quelques idées exposées dans l'avant-propos des quatre premiers volumes: 

« L'idée de composer Játékok a été suggérée par des enfants jouant spontanément, des enfants pour qui le piano signifie encore un jouet. Ils l'expérimentent, le caressent, l'attaquent et y passent leurs doigts. Ils accumulent des sons apparemment déconnectés, et si cela arrive pour éveiller leur instinct musical, ils recherchent consciemment certaines des harmonies trouvées par hasard et les répètent sans cesse.
Ainsi, cette série ne fournit pas de tuteur, et ne constitue pas non plus un simple recueil de morceaux. Elle est peut-être destinée à l'expérimentation et non à l'apprentissage du "piano".
Le plaisir de jouer, la joie du mouvement - un mouvement audacieux et si nécessaire rapide sur tout le clavier dès les premières leçons au lieu du tâtonnement maladroit pour les touches et du comptage des rythmes - toutes ces idées assez vagues sont à l'origine de la création de cette collection.
Jouer, c'est juste jouer. Il exige beaucoup de liberté et d'initiative de la part de l'interprète. L'image écrite ne doit en aucun cas être prise au sérieux, mais l'image écrite doit être prise extrêmement au sérieux en ce qui concerne le processus musical, la qualité du son et du silence. Nous devons faire confiance à l'image des notes imprimées et la laisser exercer son influence sur nous. L'image graphique donne une idée de l'arrangement dans le temps des morceaux, même les plus libres. Nous devons utiliser tout ce que nous connaissons et tout ce dont nous nous souvenons de la déclamation libre, de la musique folklorique, du parlando-rubato, du chant grégorien et de tout ce que la pratique de l'improvisation musicale a jamais apporté. Attaquons-nous courageusement à la tâche la plus difficile sans avoir peur de faire des erreurs : nous devrions essayer de créer des proportions valables, une unité et une continuité à partir des valeurs longues et courtes - juste pour notre propre plaisir ! »

## Les performances

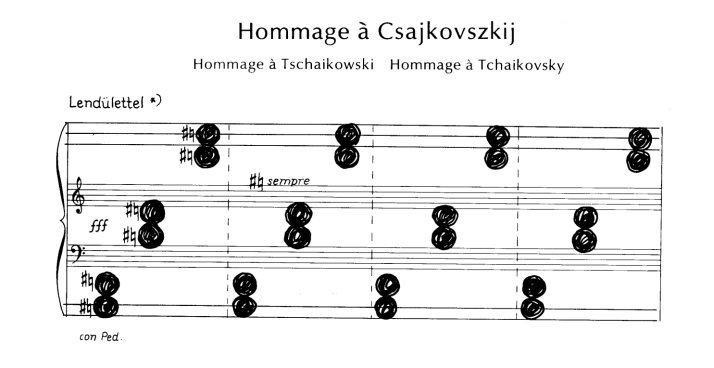
Le début de la pièce "Hommage à Tchaïkovski ", parodiant l'ouverture de son premier concerto pour piano. Kurtág utilise une notation spéciale dans certaines pièces. Dans la partition ci-dessus, les grands points noirs signifient "jouer avec les deux paumes côte à côte".

György Kurtág et sa femme Márta ont interprété une sélection toujours renouvelée de pièces pour deux et quatre mains, y compris des transcriptions. Les derniers volumes de Játékok portent le sous-titre Entrées de journal et messages personnels . Ceci, dans une certaine mesure, révèle la lignée des microcosmes uniques, qui impliquent irrésistiblement l'auditeur à leurs récitals. 
Le couple a joué une sélection dans le cadre du Portrait du compositeur du Festival de musique Rheingau, le 8 août 2004, au "Kulturforum Schillerplatz" (maintenant "ESWE Atrium") à Wiesbaden. Les transcriptions de Bach, entrecoupées avec les mini - pièces de caractère, étaient Aus tiefer Non (BWV 687), à partir de Sonatina Actus Tragicus, sonate Trio in E flat
 majeur (BWV 525) et O Lamm Gottes (BWV 618). 
Ils ont joué à la Salle Zankel du Carnegie Hall  en Février 2009.

## Discographie
- György Kurtág: Játékok Márta Kurtág et piano György Kurtág. Avec les transcriptions de Bach de Kurtág lui-même et de sa femme Márta. Enregistré en juillet 1996. ECM nouvelle série 1619 (CD)